# Place de la Fontaine
La place de la Fontaine (en occitan : plaça de la Fontana) est une place de Clermont-Ferrand, dans le quartier historique de Montferrand.

## Situation et accès
Elle est située en périphérie de la ville médiévale de Montferrand, cité rivale de Clermont aux époques médiévale et moderne. Porte de Montferrand mais aussi du quartier d'« Entre les deux villes », elle occupe ainsi une position charnière fortement fréquentée entre le centre-ville qu'est Clermont et le quartier de Montferrand.

## Origine du nom
Son nom lui vient de la fontaine située au centre de la place. Cette dernière était depuis le XIXe siècle présente au point central avant d'être déplacée en 2005 pour la construction de la ligne de tram. Cette dernière coupe actuellement la place en deux parties.

## Historique
La place de la fontaine est depuis le Moyen Âge l'entrée de la cité de Montferrand et c'est au croisement avec la rue Jules Guesde que s'ouvrait la porte sud de la ville.
La place s'est aménagée au fil des siècles à l'extérieur des remparts tout en les longeant et en s'installant sur les fossés médiévaux.